# Christensonia vietnamica
Christensonia vietnamica là một loài thực vật có hoa trong họ Lan. Loài này được Haager mô tả khoa học đầu tiên năm 1993. Tại Việt Nam, Christensonia vietnamica được biết đến với tên gọi lan Cù Lao Minh. Mặc dù mang tên tiếng Việt là Cù Lao Minh (một địa danh thuộc tỉnh Bến Tre), nhưng loài lan này lại mọc ở Ninh Thuận, Phan Rang, Khánh Hòa. Trong thiên nhiên, Lan Cù Lao Minh được tìm thấy ở những cánh rừng khô và thấp, độ cao dưới 700m so với mặt nước biển, và những vùng rừng tương tự thảo nguyên.
Lan Cù Lao Minh còn được gọi là Uyên Ương, Bạch Môi (do cánh môi màu trắng), nhưng có lẽ tên Cù Lao Minh là phổ biến hơn cả.